# Donald Duck Mini Pocket 4
Donald Duck Mini Pocket 4 is het vierde deel van de serie Donald Duck Mini Pocket en is een uitgave van Sanoma Uitgevers. Het bevat 302 pagina's met 10 stripverhalen van gemiddeld 30 pagina's en werd in mei 2007 uitgebracht. Het scenario is geschreven door de Walt Disney Company, evenals de tekeningen. Veel in deze pocket draait om Dagobert Duck, die ook op de kaft staat.

## Lijst van stripverhalen
| Nr. | Verhaal                          | Hoofdpersonage |
| --- | -------------------------------- | -------------- |
| 1   | De Liefde voor Magica            | Oom Dagobert   |
| 2   | Z'n Trouwe Geluksdubbeltje       | Oom Dagobert   |
| 3   | Een Droom Komt Uit               | Oom Dagobert   |
| 4   | Echte Liefde                     | Oom Dagobert   |
| 5   | IJdeltuit                        | Oom Dagobert   |
| 6   | Krijgt Een Koekje Van Eigen Deeg | Oom Dagobert   |
| 7   | De Duckstad Tapirs               | Oom Dagobert   |
| 8   | Terug In De Tijd                 | Oom Dagobert   |
| 9   | De Valse Grap                    | Oom Dagobert   |
| 10  | De Heksenhamer                   | Oom Dagobert   |

Deel 1 · Deel 2 · Deel 3 · Deel 4 · Deel 5 · Deel 6 · Deel 7 · Deel 8 · Deel 9 · Deel 10 · Deel 11